# Гонтен
Гонтен (нем. Gonten) — коммуна в Швейцарии, в кантоне Аппенцелль-Иннерроден. 
Имеет статус самостоятельного округа. Население составляет 1425 человек (на 31 декабря 2006 года). Официальный код  —  3102.